# Nimmermeer
Nimmermeer ist ein deutscher Spielfilm des Regisseurs Toke Constantin Hebbeln. Der Film ist eine märchenhafte Geschichte um das Erwachsenwerden und die Macht der Träume.

## Inhalt
Erzählt wird ein surreales Märchen. Der kleine Jonas verliert in einem Fischerdorf seinen Vater. Der arme Junge wird gehänselt und von dem strengen Geistlichen Ekdahl mehr gezüchtigt als erzogen. Erst durch die Begegnung mit dem Zauberer Grido lernt Jonas wieder zu lachen und zu träumen. Der Junge glaubt zu entdecken, dass diese Welt bloß eine brüchige Verblendung von etwas Fantastischem dahinter ist, das nicht jeder sehen kann.

## Auszeichnungen
Preisträger
- 2006 Best New Director Promotional Award für Toke Constantin Hebbeln, Internationale Hofer Filmtage
- 2006 German Film Promotional Award für Manuel Bickenbach, Internationale Hofer Filmtage
- 2006 Festival Prize Best Foreign Drama für Toke Constantin Hebbeln, Hollywood International Student Film Festival
- 2007 Produzentenpreis für Manuel Bickenbach, Sehsüchte Potsdam
- 2007 Honorary Foreign Film für Toke Constantin Hebbeln, 34th Annual Student Academy Awards, Academy of Motion Picture Arts and Sciences
- 2007 Prädikat Besonders wertvoll, Filmbewertungsstelle Wiesbaden

Nominiert
- 2006 Deutschen Kamerapreis für Felix Novo de Oliveira

## Hintergrund
Nimmermeer ist eine Produktion von Studenten der Filmakademie Baden-Württemberg in Ludwigsburg. Teile des Films wurden in Flensburg gedreht.